# Повельяно
Повельяно (італ. Povegliano, вен. Pojan) — муніципалітет в Італії, у регіоні Венето, провінція Тревізо.
Повельяно розташоване на відстані близько 440 км на північ від Рима, 39 км на північ від Венеції, 12 км на північ від Тревізо.
Населення — 5228 осіб (2014).

## Демографія
Населення за роками:

Станом на 1 січня 2023 року в муніципалітеті офіційно проживало 276 іноземців з 31 країни, серед них 84 громадяни країн Євросоюзу та 10 громадян України.

## Сусідні муніципалітети
- Аркаде
- Джавера-дель-Монтелло
- Понцано-Венето
- Віллорба
- Вольпаго-дель-Монтелло